# Forschungsreaktor Geesthacht
Mit Forschungsreaktor Geesthacht werden zwei Forschungsreaktoren bezeichnet, die auf dem Gelände des Helmholtz-Zentrum Geesthacht (HZG) in Geesthacht betrieben wurden.
Der Forschungsreaktor Geesthacht-1 (FRG-1) lief von 1958 bis 2010 und besaß eine Nennleistung von fünf Megawatt (MW). Der Forschungsreaktor Geesthacht-2 (FRG-2) mit einer Leistung von 15 MW war von 1963 bis 1993 in Betrieb. Beide Reaktoren zählten zu den größten Anlagen ihrer Art in Deutschland. Zwischen 2000 und 2010 war der FRG-1 auch der älteste laufende Kernreaktor Deutschlands. Die produzierten Neutronen wurden ausschließlich für die Grundlagenforschung in den Materialwissenschaften und der Medizin verwendet.
Alle Reaktoren sind mittlerweile stillgelegt. Der Rückbau wird geplant und könnte bis 2030 erfolgen.

## Geschichte
Nach der Gründung des heutigen Helmholtz-Zentrum Geesthacht – Zentrum für Material- und Küstenforschung GmbH als GKSS (Gesellschaft für Kernenergieverwertung in Schiffbau und Schiffahrt mbH) im Jahr 1956 wurde der Forschungsreaktor FRG-1 zusammen mit den zugehörigen technischen Einrichtungen in nur 18-monatiger Bauzeit fertiggestellt. Der Reaktor wurde am 23. Oktober 1958 als dritter großer Kernreaktor (mit einer Leistung über 50 kW) Deutschlands nach den Forschungsreaktoren München (FRM) und Rossendorf (RFR) in Betrieb genommen.
Am 15. März 1963 nahm der zweite Reaktor FRG-2 seinen Betrieb auf. Er diente mit einer maximalen thermischen Leistung von 15 MW bis zu seiner Abschaltung am 1. Juni 1993 ebenfalls als Neutronenquelle für Materialtests. An diesem Forschungsreaktor wurden zudem Untersuchungen zur Sicherheit von Kernanlagen durchgeführt. Beide Reaktoren wurden seit ihrer Inbetriebnahme den gestiegenen Sicherheitsanforderungen, dem aktuellen Stand der Wissenschaft und Technik sowie neuen Forschungszielen angepasst. Als dritter Reaktor kam 1964 die Anlage für Nullleistungsexperimente hinzu, in der Brennstabanordnungen getestet wurden.

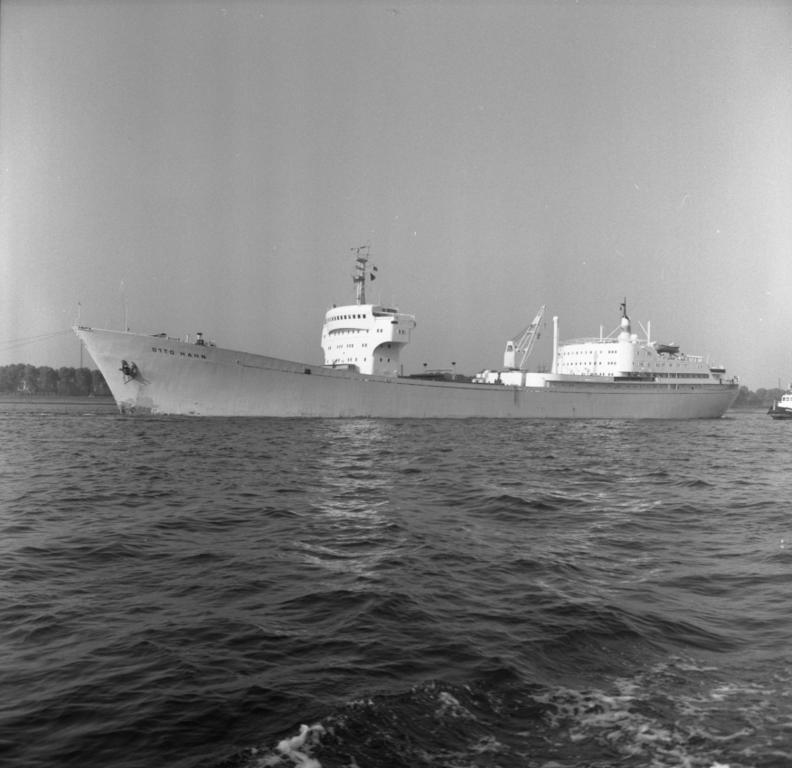
Forschungsschiff Otto Hahn im Jahr 1970

Erstes konkretes Ergebnis der Forschungen war der Kernenergieantrieb für das Forschungsschiff Otto Hahn, das am 13. Juni 1964 vom Stapel lief und am 11. Oktober 1968 seine erste Probefahrt absolvierte. Letztendlich entschied man sich für einen fortschrittlichen Druckwasserreaktor (FDR) als Antrieb. Der atomare Antrieb des Frachtschiffes wurde am 22. März 1979 nach insgesamt 650.000 Seemeilen stillgelegt, das Schiff wurde daraufhin umgebaut und fuhr mit einem konventionellen Diesel-Antrieb noch bis zum Jahr 2009.
In den siebziger Jahren wurden zwei weitere Schiffe mit Namen "Nukleares Container-Schiff" (NCS 80 und NCS 240) zwar geplant, aber nie gebaut, da sich trotz staatlicher Förderung kein Reeder fand, der ein solches Schiff in Auftrag geben wollte.
Im Februar 1991 wurde der Forschungsreaktor FRG-1 als erster Kernreaktor Deutschlands von hochangereichertem Uran (93 %) auf schwachangereichertes Uran (20 %) umgestellt. Zudem wurde der Reaktorkern verkleinert, um den Neutronenfluss zu erhöhen. In den letzten Betriebsjahren stand der Forschungsreaktor etwa 250 Tage jährlich den Wissenschaftlern zur Verfügung. Zu Beginn eines jeden Jahres wurde der Reaktor etwa sechs Wochen für Sicherheitsüberprüfungen und Anpassungen abgeschaltet.
Zum fünfzigsten Jahrestag der Inbetriebnahme beschlossen die Betreibergesellschafter aus Bund und Ländern am 23. Oktober 2008, den Reaktor in zwei Jahren stillzulegen. Am 28. Juni 2010 wurde der Forschungsreaktor FRG-1 dann endgültig abgeschaltet. Der Rückbau der Anlage wird voraussichtlich zehn Jahre dauern und soll rund 150 Millionen Euro kosten.

## FRG-1

### Aufbau
Der Forschungsreaktor FRG-1 war ein Materialtestreaktor vom Typ Schwimmbadreaktor. In der Mitte der 33 × 16 m großen Reaktorhalle befand sich ein nach oben offenes Reaktorbecken, der Reaktorkern hing in etwa sieben Metern Wassertiefe und war an einer Brücke, die das Becken überspannt, aufgehängt. Die Beckenwand bestand im unteren Teil aus einer 180 cm dicken Schwerbetonschicht mit einer Dichte von 3,5 g/cm3, einer 60 cm dicken Schicht aus normalem Beton (Dichte 2,3 g/cm3) und einer dazwischen liegenden 0,5 cm dicken Stahlwanne.
Die Kühlung des Reaktors erfolgte über zwei voneinander getrennte Kühlkreisläufe, den Primärkreislauf zur direkten Wärmeabfuhr aus dem Reaktorkern und den Sekundärkreislauf zur Wärmeabgabe an die Umgebung über einen Kühlturm. Die beiden Kühlkreisläufe waren über einen Plattenwärmeaustauscher voneinander getrennt. Das Betriebsbecken des Primärkreislaufs hatte ein Volumen von 140 m3, wobei sich das Wasser von etwa 40 °C beim Eintritt in das Wasserbecken auf etwa 46 °C beim Austritt aus dem Reaktorkern erwärmte. Die Wasserdurchflussmenge betrug rund 740 m3 pro Stunde.
Der Forschungsreaktor FRG-1 verwendete zuletzt schwachangereichertes U3Si2 als Kernbrennstoff, wobei acht Brennelemente und vier Kontrollbrennelemente im Einsatz waren. Jedes Brennelement enthielt 410 Gramm Uran-235, welches in 23 einzelne Brennstoffplatten eingebunden war, jedes Kontrollelement 320 Gramm Uran-235 in 17 Brennstoffplatten. Als Absorbermaterial wurde Hafnium, als Kühlmittel und Moderator vollentsalztes Wasser eingesetzt. Bei voller Leistung wurden pro Tag rund sechs Gramm Uran-235 verbraucht, von denen etwa fünf Gramm gespalten wurden und ein Gramm in Uran-236 überging.
Die erzeugten Neutronen gelangten durch neun Strahlrohre in die angrenzende Versuchshalle, wo sie an den Experimentiereinrichtungen zur Verfügung standen. Zur Bündelung der Neutronen wurden Beryllium-Reflektoren verwendet. Der ungestörte Neutronenfluss betrug 1,4 × 1014 n/cm2 s. Darüber hinaus existierten mehrere Positionen unmittelbar am Reaktorkern für Probenbestrahlungen.

### Experimentiereinrichtungen
Am Forschungsreaktor FRG-1 waren zuletzt folgende Experimentiereinrichtungen aufgebaut:
| Name                  | Beschreibung |
| --------------------- | --- |
| GENRA-3               | Neutronenradiographie und -tomographie zur zerstörungsfreien Durchstrahlung von Bauteilen zum Auffinden von Materialfehlern                                                 |
| INAA                  | Neutronenaktivierungsanalyse zur Bestimmung der chemischen Zusammensetzung von Proben                                                                                       |
| TEX-2                 | Diffraktometer zur Analyse von Texturen und kristallinen Bereichen z. B. in Gesteinsproben                                                                                  |
| NeRo / PNR            | Neutronenreflektometrie zur Untersuchung von dünnen Schichten (1–100 nm) in Kunststoffen und metallischen Werkstoffen                                                       |
| SANS-1 / SANS-2 / DCD | Neutronenkleinwinkelstreuung zur Untersuchung von Defekten und Phasenübergängen in Festkörpern und von Strukturen und kinetischen Phänomenen in Flüssigkeiten und Polymeren |
| FSS / ARES-2          | Diffraktometer zur Eigenspannungsanalyse zur zerstörungsfreien Untersuchung von Eigenspannungen im Inneren von Werkstoffen und Bauteilen                                    |
| GBET                  | Bestrahlungseinrichtung zur Grundlagenforschung in der Bor-Einfang-Therapie zur Bekämpfung von Tumorzellen                                                                  |
| Rödi                  | Einkristalldiffraktometer für zusätzliche Röntgenanalysen von Phasen, Eigenspannungen und Texturen sowie Reflektometrie-Untersuchungen                                      |
| HOLONS                | Holographie und Neutronenstreuung für simultane Untersuchungen mit Laserstrahlen und Neutronen an holographischen Gittern                                                   |
| POLDI                 | Diffraktometer für polarisierte Neutronen zur Untersuchung magnetischer Materialien                                                                                         |

## FRG-2
Der Forschungsreaktor Geesthacht-2 (FRG-2) mit einer Leistung von 15 MW war von 1963 bis 1993 in Betrieb.
Es handelte sich dabei ebenfalls um einen Schwimmbadreaktor mit einer etwas geringeren maximalen Neutronenflussdichte von 1 × 1014 n/(cm2 s). Der Reaktor wurde am 16. März 1963 erstmals angefahren und danach 30 Jahre lang als Materialtestreaktor betrieben. Am 28. Januar 1993 wurde der Antrag auf Außerbetriebnahme gestellt. Am 17. Januar 1995 wurde die Genehmigung für eine Außerbetriebnahme und einen Teilabbau erteilt. Die Stilllegung konnte jedoch zunächst nicht vorgenommen werden, da der FRG-2 sich das Reaktorbecken mit dem FRG-1 teilte.

## Reaktorüberwachung

### Umgebung
Die Umgebung der Forschungsreaktoren wurde in einem Umkreis von 25 km kontinuierlich auf eventuelle Belastung von radioaktiven Stoffen durch 50 Messstellen überwacht. Zusätzlich wurden regelmäßig Boden-, Pflanzen- und Wasserproben entnommen. Die direkte Strahlenbelastung durch den Forschungsreaktor war in der Umgebung der Anlage so gering, dass sie innerhalb der Schwankungen der natürlichen Strahlungsbelastung nicht nachgewiesen werden konnte.

### Anlage
Die Anlage wurde insbesondere auf die Abgabe radioaktiver Stoffe in der Fortluft und dem Abwasser überwacht. Zudem wurde die Personendosis, d. h. die Höhe der radioaktiven Strahlenbelastung jedes Mitarbeiters, gemessen. Die mittlere jährliche Strahlenbelastung lag mit einem Millisievert (mSv) weit unter der nach der Strahlenschutzverordnung maximal zulässigen Belastung von 50 mSv. Materialien, die durch die betriebliche Nutzung radioaktiv belastet hätten sein können, wurden auf ihre Aktivierung und Kontaminierung überprüft, bei schwacher und mittlerer Strahlung aussortiert und in Fässern bis zur Endlagerung aufbewahrt. Die Brennelemente waren nach einem Jahr Einsatz verbraucht und wurden bis zu ihrer Endlagerung in den USA in einem Wasserbecken gelagert.

## Wirkungen auf die Umwelt

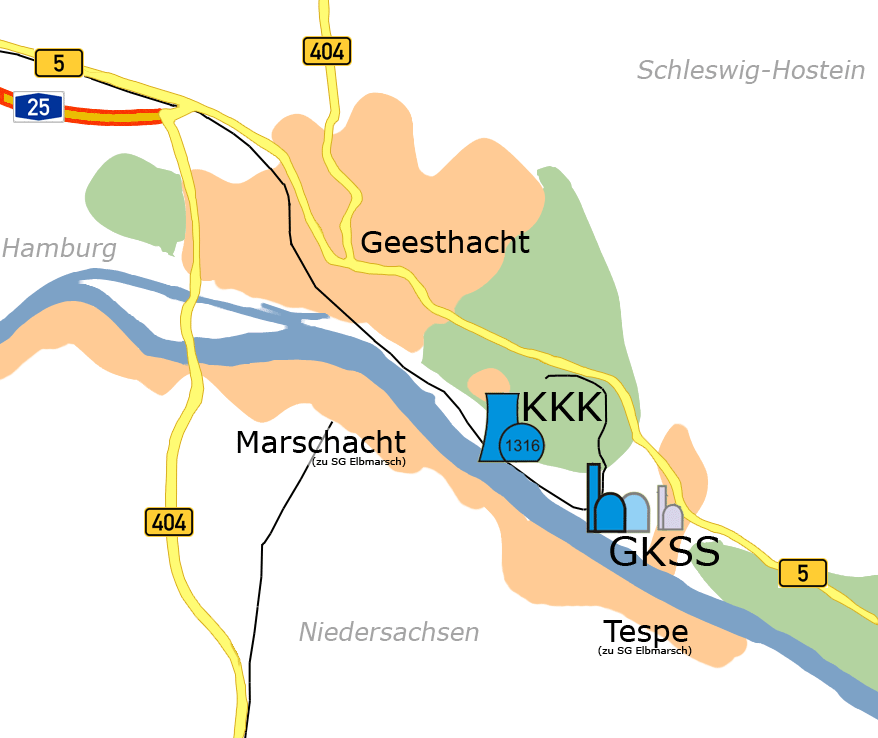
Lage des Forschungsreaktors Geesthacht (GKSS) neben dem Kernkraftwerk Krümmel (KKK) gegenüber den Elbmarschen

Die beiden Forschungsreaktoren FRG-1 und FRG-2 werden zusammen mit dem Kernkraftwerk Krümmel oft als Ursache für die signifikante Häufung von Leukämieerkrankungen bei Kindern im Leukämiecluster Elbmarsch vermutet. Mehrere Untersuchungen konnten aber bisher keine Hinweise dafür liefern, dass eine der Anlagen die Ursache für die Krankheitsfälle sein könnte.
Diese Ursachenzuschreibung ist sehr kontrovers. Ein mutmaßlicher Brandvorfall am GKSS im Jahr 1986, in der Umgebung gefundene millimetergroße Keramikkügelchen, die im Verdacht stehen, pac-Kügelchen aus Kernbrennstoff zu sein, sowie „geheim gehaltene kerntechnische Sonderexperimente auf dem GKSS-Gelände“ werden diskutiert.